# Estação Llucmajor

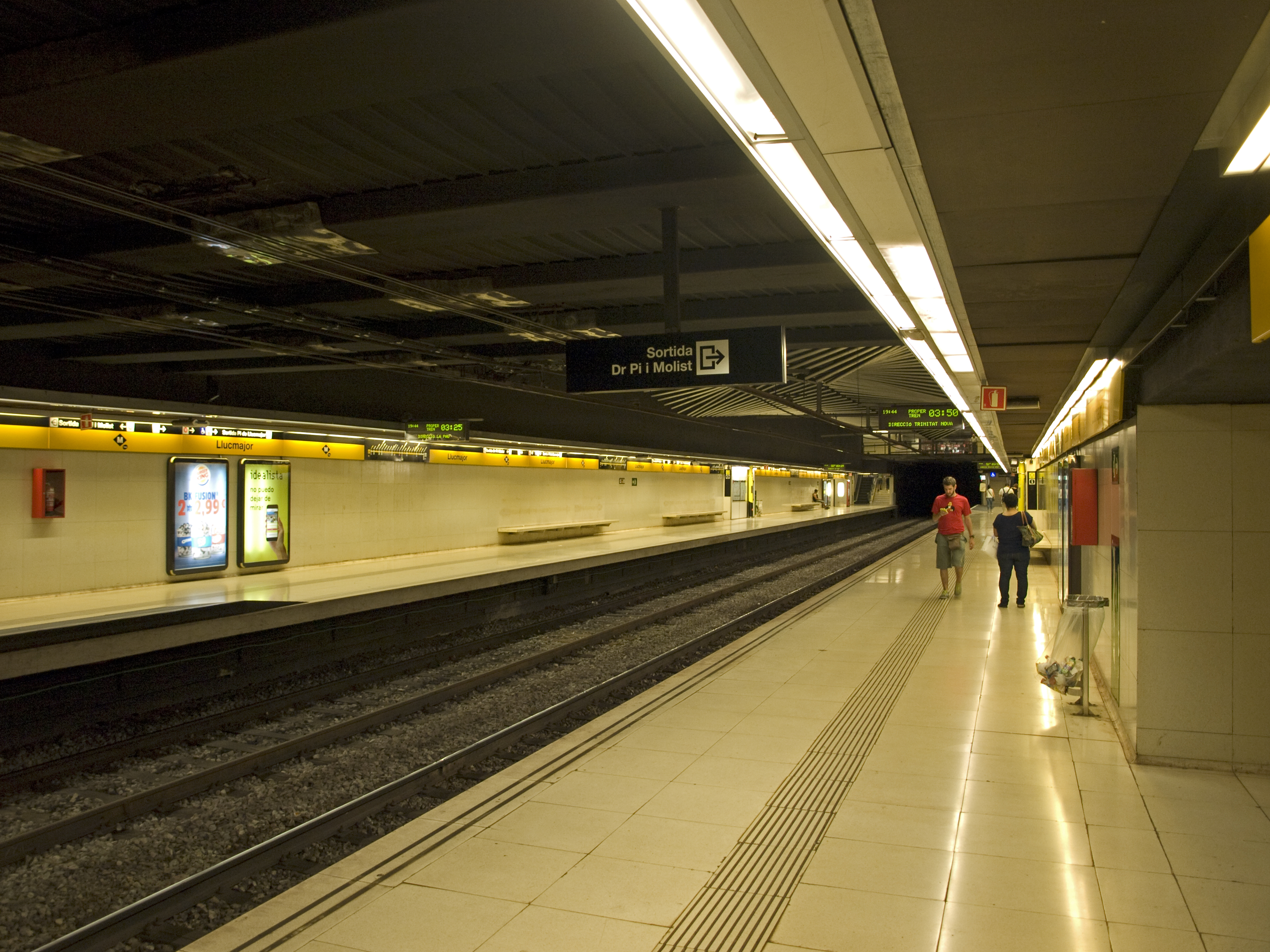
Estação Llucmajor

Llucmajor é uma estação da linha Linha 4 do Metro de Barcelona. A estação recebeu o nome da Plaça de Llucmajor, o nome anterior da atual Plaça de la República, a praça central do distrito. A estação está localizada sob Passeig de Verdum, entre a carrer de Lorena e a carrer de Formentor, e pode ser acessada a partir desse cruzamento e dos Jardins d'Alfàbia.

## História
A estação Llucmajor foi criada com o prolongamento da linha 4 de Guinardó a Roquetes (atual Via Julia). Foi inaugurado em 19 de abril de 1982 pelo prefeito de Barcelona, Narcís Serra e pelo presidente da Generalitat da Catalunha, Jordi Pujol, por se tratar da primeira obra de metrô realizada pelo governo autônomo.
No verão de 2006, foram realizadas obras de remodelação na estação e adaptados os acessos a pessoas com mobilidade reduzida, incluindo a instalação de elevadores.

## Acessos à estação
- Pi i Molist
- Plaça Jardins d'Alfàbia
- Passeig Verdum / Llucmajor